# 岐南町民運動場
岐南町民運動場（ぎなんちょうみんうんどうじょう）は、岐阜県羽島郡笠松町にある運動場である。
羽島郡岐南町の施設であるが、所在地は笠松町である。

## 概要
1975年（昭和50年）9月開設 。
広さは71,561.1 m2。野球場3面（1面はサッカー場兼用）として利用可能。
指定管理者制度が導入されており、岐南町総合体育館、岐南町スポーツセンター、岐南町防災コミュニティーセンターと同様ミズノスポーツサービスが管理運営する。
笠松町米野の木曽川（北派川）河川敷に存在する。

## 利用案内
- 営業時間： 8:30 - 17:00
- 休場日：年末年始（12月29日 - 1月3日）
- 利用料金：有料。利用には事前予約が必要。

## 所在地
- 岐阜県羽島郡笠松町米野字堤外1784番外 （木曽川河川敷）

## 交通アクセス
- 笠松町公共施設巡回町民バス「スポーツ交流館前」バス停より徒歩で約10分。

## 周辺施設
- トンボ天国　※ 木曽川河川敷
- 岐阜県立岐阜工業高等学校野球場　※ 木曽川河川敷
- 笠松町民江川運動場　※ 木曽川河川敷
- 笠松町民米野運動場　※ 木曽川河川敷
- 笠松町勤労青少年運動場　※ 木曽川河川敷
- 笠松町多目的運動場　※ 木曽川河川敷
- 笠松町立下羽栗小学校
- 河川環境楽園
  - 水辺共生体験館
  - 自然共生研究センター
  - 岐阜県水産研究所
  - 木曽川水園